# Велізький район
Ве́лізький райо́н (рос. Велижский район) — адміністративно-територіальна одиниця і муніципальне утворення (муніципальний район) на північному заході Смоленської області.
Адміністративний центр — місто Веліж.

## Географія
Територіально район межує: на півночі і північному заході з Псковською і Тверською областю, на сході і північному сході з Демидівським районом, на заході з Білоруссю, на півдні з Руднянським районом. Площа району — 1473 км².

## Історія
Велізький район утворено в 1927 році у складі Ленінградської області на території колишнього Велізького повіту Вітебської губернії. В 1929 році було передано у Західну область, у складі Смоленської області — з 1937 року. В 1963 році було приєднано до Демидівського району. Відновлено — в 1965 році.

## Адміністративний устрій
Територію муніципального району утворюють території таких поселень, що входять до його складу:
| Муніципальне утворення           | Чисельність населення, осіб | Площа, км² | Адміністративний центр |
| -------------------------------- | --------------------------- | ---------- | ---------------------- |
| Велізьке міське поселення        | 8433                        | 42,49      | місто Веліж            |
| Бєляєвське сільське поселення    | 321                         | 195,1      | присілок Бєляєво       |
| Будницьке сільське поселення     | 595                         | 150,0      | присілок Будниця       |
| Заозерське сільське поселення    | 507                         | 127,0      | присілок Заозер'є      |
| Крутовське сільське поселення    | 641                         | 110,0      | присілок Круте         |
| Печонковське сільське поселення  | 469                         | 53,95      | присілок Печонки       |
| Погорельське сільське поселення  | 609                         | 126,1      | присілок Погорельє     |
| Селезньовське сільське поселення | 1074                        | 138,8      | присілок Селезні       |
| Сітьковське сільське поселення   | 767                         | 112,8      | присілок Сітьково      |

## Найбільші населені пункти
| №  | Населений пункт | Населення, осіб (2007) |
| -- | --------------- | ---------------------- |
| 1  | Веліж           | 7 326                  |
| 2  | Селезні         | 822                    |
| 3  | Логово          | 246                    |
| 4  | Круте           | 244                    |
| 5  | Ляхово          | 231                    |
| 6  | Погорельє       | 230                    |
| 7  | Старе Село      | 226                    |
| 8  | Заозер'є        | 207                    |
| 9  | Сітьково        | 202                    |
| 10 | Бєляєво         | 197                    |